# کریستیان فریدریش هبل
کریستیان فریدریش هبل (به آلمانی: Christian Friedrich Hebbel) نمایش‌نامه نویس، شاعر و منتقد آلمانی

## زندگینامه
کریستین فریدریش هبل در هجدهم مارس ۱۸۱۳ در وسلبورن از دوک‌نشین هولشتاین به دنیا آمد. وی پسر بنای فقیری بود و روزگار کودکیش در فقر وفاقه و محرومیت گذشت. در سال ۱۸۳۵ به هامبورگ رفت و خود را برای ورود به دانشگاه آماده کرد، ولی سال بعد برای تحصیل حقوق به هایدلبرگ رفت و پس از مدتی آنجا را نیز ترک گفت و وارد دانشگاه مونیخ شد و در رشتهٔ فلسفه و تاریخ و ادبیات به تحصیل پرداخت.

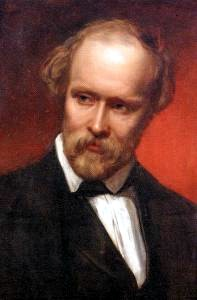

وی روزهای تیره و تاری را در نهایت فقر و بی چیزی در مونیخ گذرانید و در سال ۱۸۳۹ از شدت استیصال پیاده به هامبورگ رفت. در این شهر کوشش بسیاری برای ترمیم وضع مادی خود کرد و در همین سال بود که نخستین تراژدی خود را به نام جودیت به عالم هنر عرضه داشت. این نمایشنامه در هامبورگ و برلین نمایش داده شد و نام وی را در آلمان بر سر زبان‌ها انداخت. هبل از این پس با سرعت هرچه تمامتر پله‌های نردبان شهرت و موفقیت را پیمود. در سال ۱۸۴۰ - ۱۸۴۱ تراژدی جنوووا را نوشت و سال بعد کمدی الماس را به وجود آورد. در سال ۱۸۴۲ به دانمارک و سپس به فرانسه سفرکرد و از آنجا به ایتالیا رفت. نزدیک به دو سال در ایتالیا اقامت کرد. به سال ۱۸۴۴ تراژدی ماریا ماگدالنا را در پاریس نوشت. وی شاعر نیز بود و اشعار خود را در دو مجموعه یکی به سال ۱۸۴۲ و دیگری در ۱۸۴۸ منتشر کرد. آثار هنری وی نام او را در تاریخ هنر جاویدان کرده‌است.

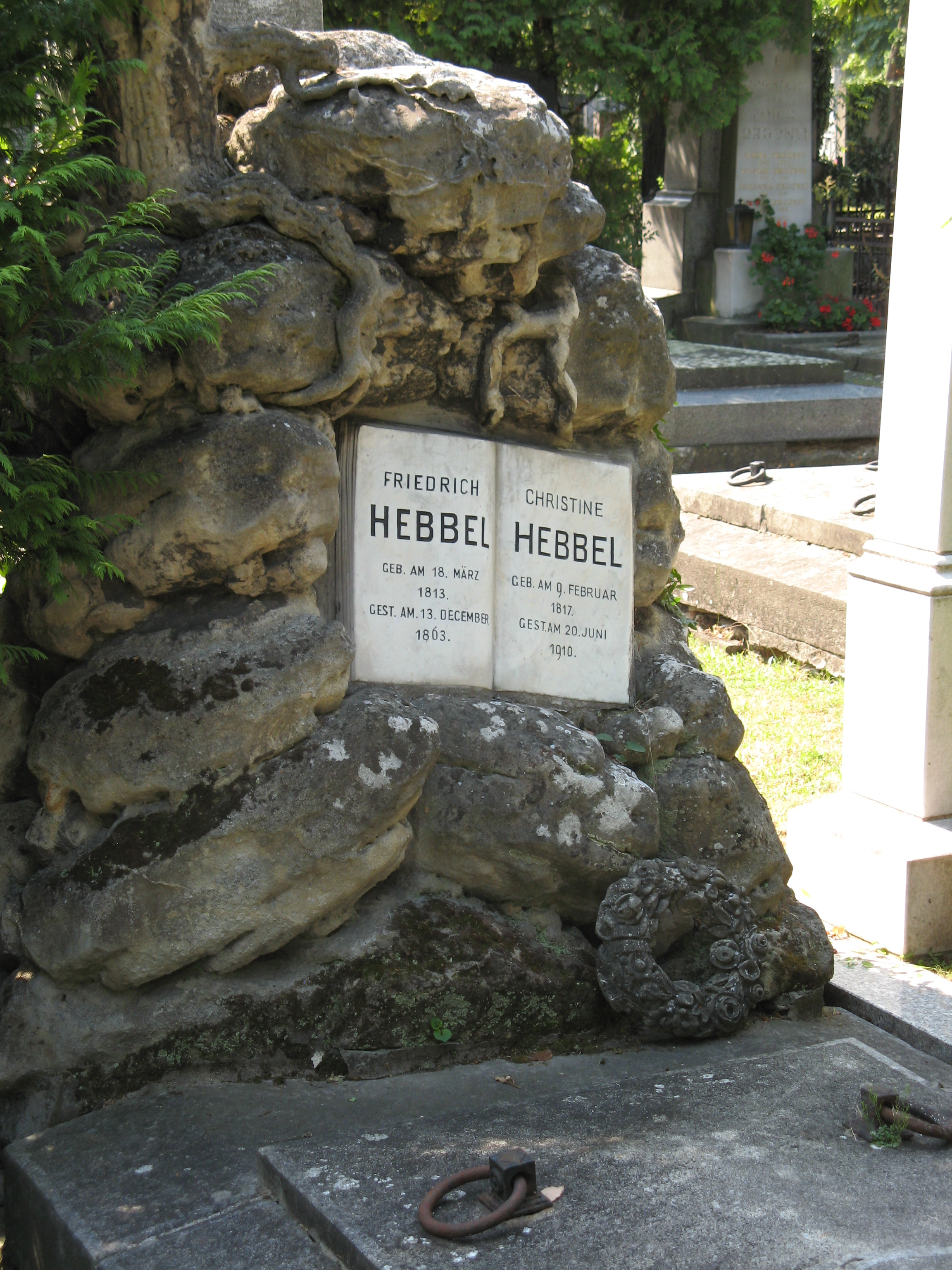

هبل دوره کودکی را به سبب فقر خانوادگی و خشونت و سختگیری پدر، در محیطی غم انگیز گذراند و در نوجوانی برای تأمین معاش به شغلی در مطبوعات پرداخت. او در این شغل با مطالعه بسیار، دانسته‌های خود را وسعت بخشید و کم کم به نوشتن روی آورد. با انتشار برخی از نوشته‌های هبل در مجله‌های ادبی هامبورگ آلمان، وی راه آینده خود را در این مسیر برگزید و پس از تحصیلی نیمه کاره، به نگارش پرداخت. هبل در سال‌های بعد سفری به فرانسه و ایتالیا کرد و با بر روی صحنه بردن نمایش نامه‌های خود به شهرت رسید. او در نهایت در وین اتریش ساکن شد و تا آخر عمر در این شهر باقی‌ماند.
محرومیت‌های دوره کودکی و جوانی بر جسم هبل اثر گذاشت و بیماری مهره پشت، او را به سوی مرگ زودرس کشاند. کریستین فریدریش هبل سرانجام در ۱۳ دسامبر ۱۸۶۳ در پنجاه سالگی درگذشت.
هبل در طول سال‌های کار، آثار متعدد و معروفی نوشت که یادداشت‌های روزانه، یودیت، تراژدی ماریا ماگدالنا و هرود و ماریا منه از آن جمله‌اند.

## سبک نگارش
آثار نمایشی هبل شامل نمایش اندیشه‌ها و احساس‌های بدبینانه و نامطبوع زندگی است که همگی روح تیره و تنهایی و شکست را نمایان می‌سازد. در نظر هبل، صحنه‌های غم انگیز، نتیجه و محصول اجتناب ناپذیر تلاش فردی است. قدرت و برجستگی فرد پیوسته با کشمکش و مبارزه همراه است و دستخوش قوانین ماورای جهان مادی است. فرد می‌کوشد که خود را از فرسودگی اموری که با آن روبرو می‌شود برهاند، اما اراده‌اش در برابر قدرت اصلی که مافوق همه چیز است، خرد می‌شود. هبل موضوع نمایش نامه‌ها را بر عصرهای تحول و چهارراه‌های تاریخ قرار می‌دهد و در عین حالْ وجود خود را در ورای آثارش می نمایاند و همدردی خود را با فرد در برابر نظام و قوانین خردکننده نشان می‌دهد. نمایش نامه‌های نخستین هبل به نثر نوشته و نمایش نامه‌های بعدی در شعر آزاد ساخته شده‌است. نامه‌های هبل نیز نه تنها به سبب گیرایی، بلکه به علت اهمیتی که از نظر تاریخ و نقد ادبی دارد، بسیار جلب توجه کرده و جزء نوشته‌های رسمی آلمان درآمده است. هبل نوعی از درام آفرید که در آن‌ها شخصیت‌هایی که زندگی شان در روحی بی قرار و خویشتن خواهی شدید می‌گذرد ترسیم شده و او در آن‌ها به توصیف ابرمردان و زنان برتر پرداخته است. وی هم چنین در آثارش به مسیله تضاد عاطفی در شخصیت آدمی پرداخته است.

## تالیفات
- تراژدی "جنوووا" (Genoveva) ‏ (۱۸۴۱)
- "هرود" و "ماریامن" (Herodes and Mariamne) ‏ (۱۸۵۰)
- جولیا (Julia) ‏ (۱۸۵۱)

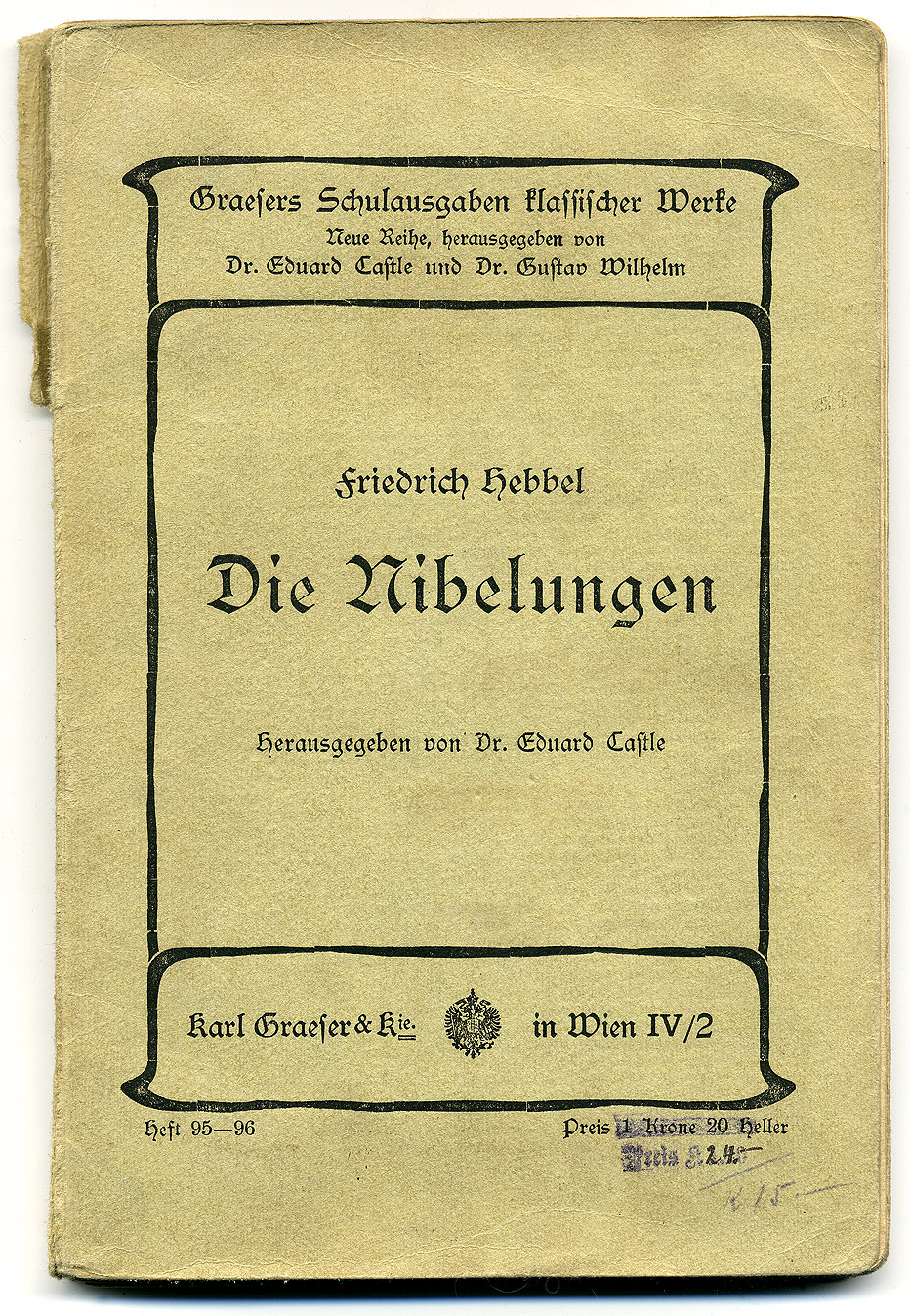
نیبلونگن

- میکل آنژ (Michel Angelo) ‏ (۱۸۵۱)
- آگنس برنوار (Agnès Bernauer) ‏ (۱۸۵۵)اگنس برناور
- گوگس و انگشتری او {کایجس و حلقه‌اش} (Gyges und sein Ring) ‏ (۱۸۵۶)
- سه‌گانه "نیبلونگن" {نیبلونگن ها} (Die Nibelungen) ‏ (۱۸۶۲)
  - زیگفرید جان سخت (Der gehörnte Siegfried)
  - مرگ زیگفرید (Siegfrieds Tod)
  - انتقام کریکهیلد (Kriemhilds Rache)
- خاطرات روزانه (Tagebücher) ‏ (۸۷-۱۸۸۵)

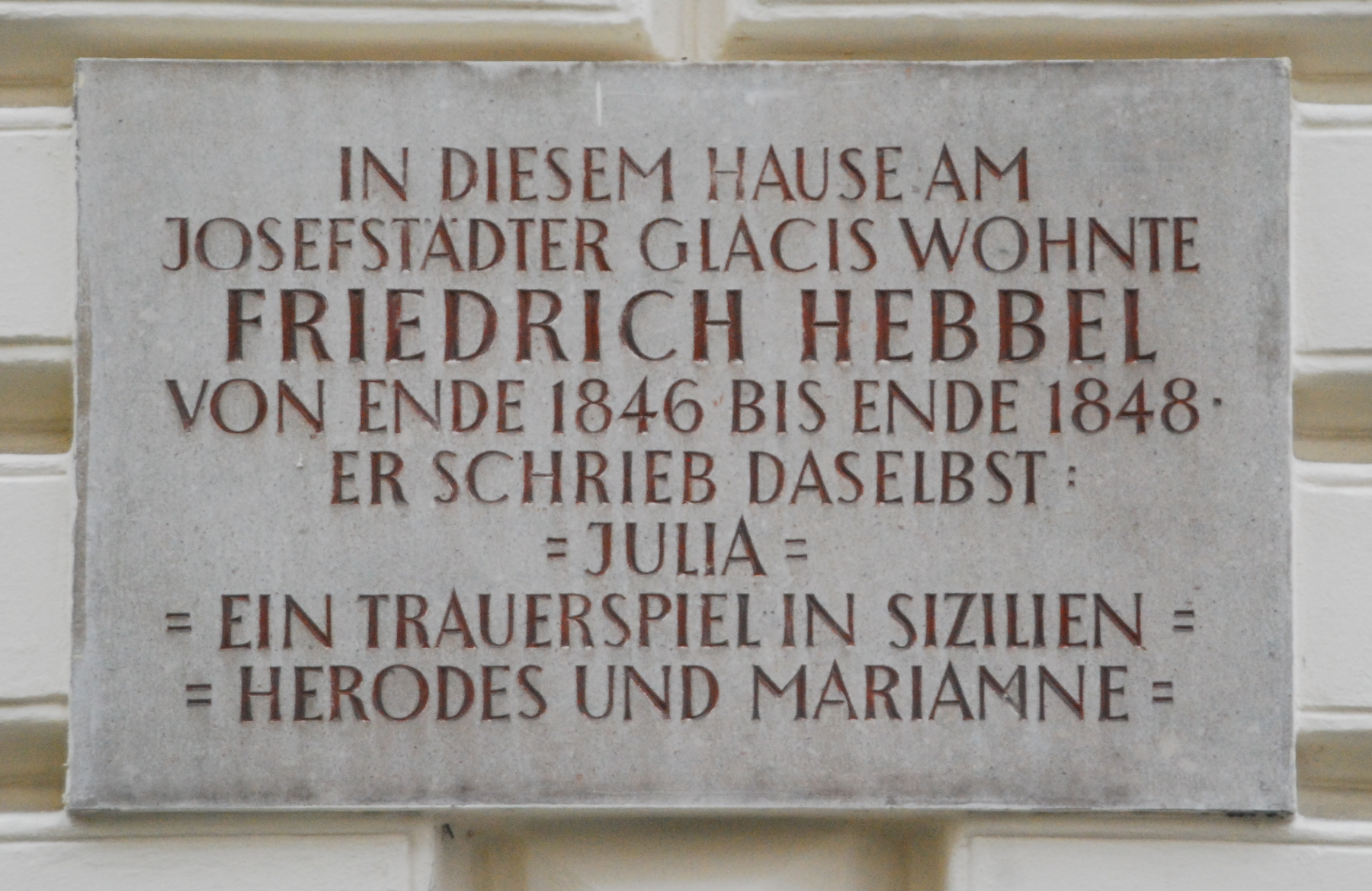

- مادل
- در ژنویو
- ماریا ماگدالنا
- تراژدی در سیسیل

- الماس
- یاقوت
- پادشاه باواریا
- دیمتریوس
- مدال مشهور ماکسیمیلیان
- جودیت
- گنوفنا
- چندی کمدی دیگر